# Euproctis guttulata
Euproctis guttulata is een vlinder uit de familie spinneruilen (Erebidae), onderfamilie donsvlinders (Lymantriinae). De wetenschappelijke naam van deze soort is voor het eerst geldig gepubliceerd in 1886 door Snellen.
De soort komt voor in tropisch Afrika.